# Trevor Noah
Trevor Noah (n. 20 februarie 1984, Johannesburg, Africa de Sud) este un comedian, scriitor, producător, comentator politic, actor și prezentator de televiziune sud-african. A fost gazda The Daily Show, un talk-show american de noapte și un program de știri satirice la Comedy Central, din 2015 până în 2022. Noah a câștigat diverse premii, inclusiv două premii Emmy Primetime. El a fost numit unul dintre „Cei mai puternici 35 de oameni din New York Media” de The Hollywood Reporter în 2017 și 2018. În 2018, revista Time l-a numit unul dintre cei mai influenți sute de oameni din lume. În 2023, a câștigat Premiul Erasmus.
Născut la Johannesburg, Noah și-a început cariera în Africa de Sud în 2002. A avut mai multe roluri de gazdă cu South African Broadcasting Corporation (SABC) și a fost locul secund în cel de-al patrulea sezon al iterației din Africa de Sud din Strictly Come Dancing în 2008. Din 2010 până în 2011, a găzduit emisiunea de discuții Tonight with Trevor Noah, pe care l-a creat și difuzat pe M-Net și DStv.
În 2014, Noah a devenit corespondent internațional principal pentru The Daily Show⁠(d), iar în 2015 a preluat rolul de gazdă de la Jon Stewart. Cartea sa autobiografică Născut în afara legii/Born a Crime a fost publicată în 2016 și tradusă în română în 2022. El a găzduit cea de-a 63-a, 64-a, 65-a, și cea de-a 66-a ediție anuală a Premiilor Grammy, precum și Cina corespondenților Casei Albe din 2022.

## Prima parte a vieții
Trevor Noah s-a născut pe 20 februarie 1984, în Johannesburg, Transvaal (acum Gauteng), Africa de Sud. Tatăl său, Robert, este elvețian - german, iar mama lui, Patricia Nombuyiselo Noah, este xhosa.
Conform legislației apartheid-ului, mama lui Noe a fost clasificată drept neagră, iar tatăl său a fost clasificat drept alb. Noah însuși a fost clasificat drept colorat. La momentul nașterii sale, relația interrasială a părinților lui era ilegală, fapt despre care Noah discută în autobiografia sa. Relațiile sexuale și căsătoriile interrasiale au fost dezincriminate la un an după nașterea lui, când Legea imoralității a fost modificată în 1985. Patricia și mama ei, Nomalizo Frances Noah, l-au crescut pe Trevor în comuna neagră Soweto. Noah și-a început școala la Maryvale College și liceal romano-catolic privat din Maryvale, Gauteng, o suburbie a Johannesburg.

## Carieră

### Debut și descoperire

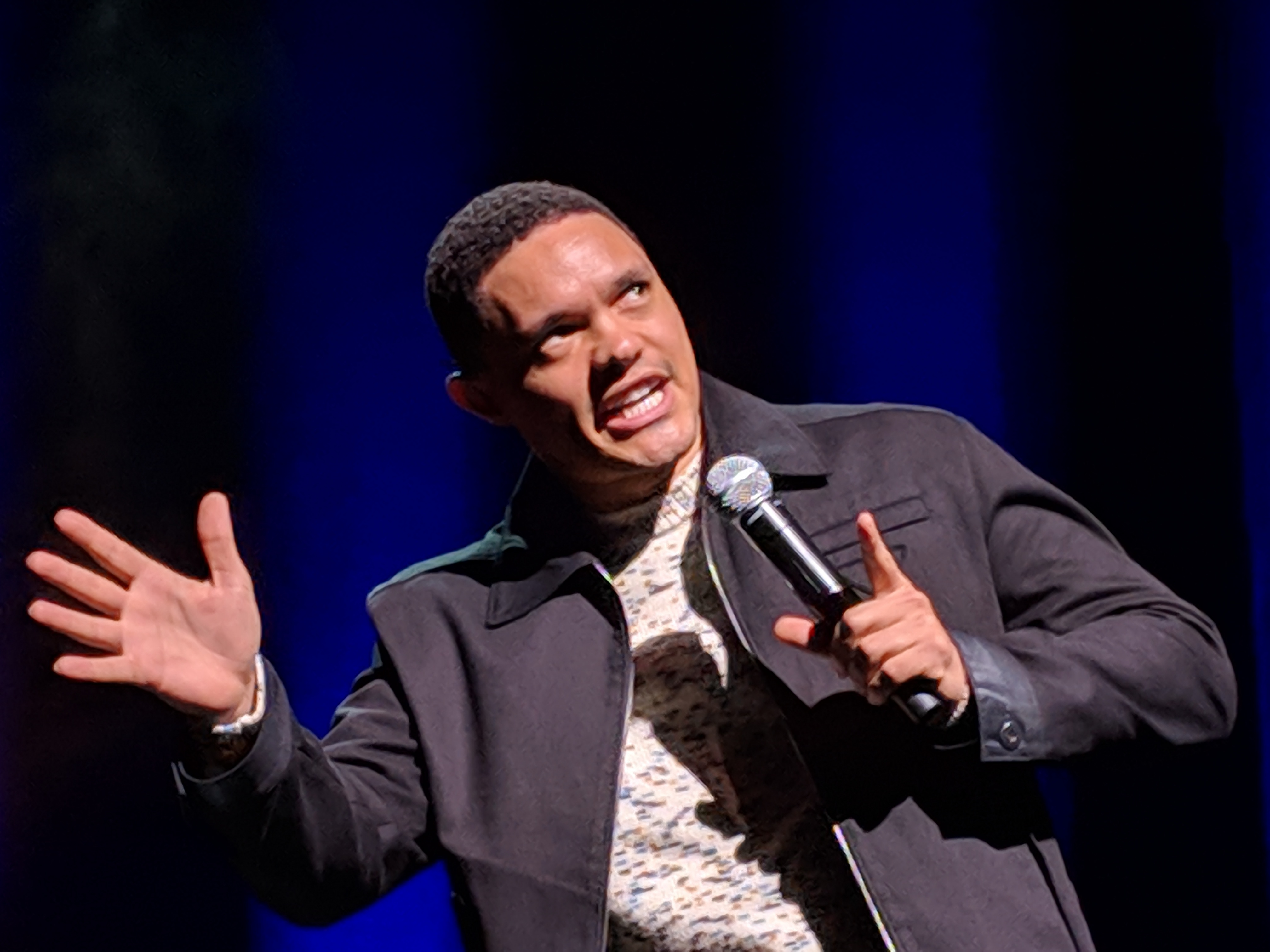
Noah în turneul său Loud and Clear în februarie 2019

În 2002, Noah a avut un rol mic într-un episod al telenovelei sud-africane Isidingo. Mai târziu, el a găzduit propria emisiune radio Noah's Ark la principalul post de radio pentru tineri din Gauteng, YFM. Când avea 21 de ani, prietenii lui l-au provocat să facă o rutină de comedie într-un club de noapte. Noah a distrat publicul cu povești pline de umor despre prietenii și viața lui. După acea noapte, el a continuat să prezinte la cluburile de comedie, câștigând pe parcurs și recunoaștere. A renunțat la emisiunea de radio și actorie pentru a se concentra pe comedie și a avut spectacole împreună cu comedianți sud-africani precum David Kau, Kagiso Lediga, Riaad Moosa, Darren Simpson, Marc Lottering, Barry Hilton și Nik Rabinowitz; comedianți internaționali precum Paul Rodriguez, Carl Barron, Dan Ilic și Paul Zerdin; el a deschis spectacole pentru comediantul american Gabriel Iglesias în noiembrie 2007 și comedianul canadian Russell Peters în turneul său din Africa de Sud.
Noah a găzduit un program TV educațional, Run the Adventure (2004–2006) la SABC 2. În 2007 a găzduit The Real Goboza, o emisiune cu tematică de bârfă la SABC 1, și Siyadlala, o emisiune sportivă tot la SABC. În 2008, Noah a găzduit, alături de Pabi Moloi, The Amazing Date (un spectacol de jocuri matrimoniale) și a fost un concurent Strictly Come Dancing în seria a patra. În 2009, a găzduit cea de-a 3-a ediție anuală a premiilor de film și televiziune din Africa de Sud (SAFTA) și a co-găzduit alături de Eugene Khoza concursul The Axe Sweet Life. În 2010, Noah a găzduit cea de-a 16-a ediție anuală a South African Music Awards și, de asemenea, a găzduit Tonight cu Trevor Noah pe MNet (pentru a doua serie, s-a mutat pe canalul Mzansi Magic de la DStv ). În 2010, Noah a devenit, de asemenea, purtător de cuvânt și agent de protecție a consumatorilor pentru Cell C, al treilea furnizor de rețea de telefonie mobilă din Africa de Sud.
Noah a participat la The Blacks Only Comedy Show, Heavyweight Comedy Jam, Vodacom Campus Comedy Tour, Festivalul Internațional de Comedie din Cape Town, Festivalul Jozi Comedy și Bafunny Bafunny (2010). Specialele sale de stand-up comedy din Africa de Sud s-au numit:The Daywalker (2009), Crazy Normal (2011), That's Racist (2012) și It's My Culture (2013).
În 2011, s-a mutat în Statele Unite. În ianuarie 2012, Noah a devenit primul comedian sud-african care a apărut în The Tonight Show, iar în mai 2013 a devenit primul care a apărut în Late Show with David Letterman. Noah a fost subiectul documentarului din 2012 You Laugh But It's True. În același an, a jucat în show-ul de comedie individual Trevor Noah: The Racist, care s-a bazat pe spctacolul său, cu titlu similar, din Africa de Sud. În septembrie 2012, Noah a fost Roastmaster într-un Comedy Central Roast al cântărețului sud-african african Steve Hofmeyr. În octombrie 2012, El a fost primul comedian care a avut premiera în cel de-al doilea sezon din Gabriel Iglesias Presents Stand Up Revolution. În 2013, a interpretat specialul de comedie Trevor Noah: afro-american. În octombrie 2013, a fost invitat la emisiunea de comedie QI a BBC Two.

### Perioada de laThe Daily Show
În decembrie 2014, Noah a devenit un colaborator recurent la The Daily Show. În martie 2015, Comedy Central a anunțat că Noah îi va urma lui Jon Stewart în calitate de gazdă a The Daily Show ; mandatul său a început la 28 septembrie 2015.
În urma anunțului său ca va fi succesor al lui Stewart, atenția a fost atrasă pe internet asupra glumelor pe care le postase pe contul său de Twitter, dintre care unele au fost criticate ca fiind misogine, iar altele ca antisemite sau care luau în râs Holocaust-ul. Noah a răspuns pe Twitter: „A-mi reduce părerile la o mână de glume care nu au ajuns nu este o reflectare adevărată a persoanei nele și nici a evoluției mele ca om de comede”. Comedy Central l-a susținut pe Noah, spunând într-o declarație: „La fel ca mulți comedianți, Trevor Noah depășește limitele; el este provocator și nu cruță pe nimeni, inclusiv pe el însuși... A-l judeca pe el sau pe comedia lui bazată pe o mână de glume este nedrept. Trevor este un comedian talentat cu un viitor strălucit la Comedy Central.” Mary Kluk, președintele Consiliului deputaților evrei din Africa de Sud (SAJBD), a spus că glumele nu erau semne de prejudecăți anti-evreiești și că fac parte din stilul de comedie al lui Noe. Noah s-a confruntat cu noi critici după ce au reapărut clipuri video cu el făcând glume despre femeile aborigene și despre masacrul Marikana în vechile rutine standup.
După ce Noah a preluat locul lui Stewart, audiența emisunii a scăzut cu 37%, iar ratingurile Nielsen au scăzut sub cele ale mai multor alte emisiuni găzduite de cei care au prezentat Daily Show; cu toate acestea, potrivit președintelui Comedy Central, Daily Show sub Noah a fost emisiunea numărul unu pentru publicul de mileniali. James Poniewozik de la The New York Times l-a lăudat pe el și pe contributorii emisiunii, spunând: „Debutul domnului Noah a fost în mare măsură un succes, a fost și din cauza sistemului de operare – scriitura emisiunii – care a rulat sub suprafață”. Robert Lloyd de la Los Angeles Times l-a descris ca fiind „fermecător și compus – aproape inevitabil discret în comparație cu Stewart, de obicei antic și uimit”. Alți critici i-au dat recenzii mai puțin favorabile, scriind în Salon: „Jon Stewart a creat o comoară națională. Noah și-a tocit cuțitul, a slăbit satira, i-a lăsat pe cei puternici să fugă liberi”. Platforma lui Noah din emisiune a dus la trei speciale stand-up pe Comedy Central și Netflix. Până în 2017, audiența emisiunii nocturne a fost mai mică de jumătate din ceea ce fusese la sfârșitul mandatului lui Stewart; Cu toate acestea, audiența în rândul publicului din generați milenialilor a rămas solidă, iar Comedy Central i-a prelungit contractul lui Noah ca gazdă a The Daily Show până în 2022. În acea perioadă el a produs și găzduid spetacole speciale anuale de sfârșit de an pentru Comedy Central.
După ce Franța a câștigat Cupa Mondială FIFA 2018, Noah a comentat: „Am înțeles, trebuie să spună că este echipa Franței. Dar uitați-vă la tipii ăia. Nu te bronzezi așa stând în sudul Franței, prieteni. Practic, dacă nu înțelegi, Franța este echipa de rezervă a africanilor”. Ambasadorul Franței în Statele Unite, Gérard Araud, a emis o scrisoare prin care condamna gluma lui Noah. El a scris: „Spre deosebire de Statele Unite ale Americii, Franța nu se referă la cetățenii săi pe baza rasei, religiei sau originii lor. Pentru noi, nu există o identitate cu cratimă, rădăcinile sunt o realitate individuală. Numindu-i o echipă africană, se pare că le negi francezitatea”. Noah a răspuns la controversă, spunând că nu intenționează să nege că echipa era franceză ci, în schimb, să sărbătorească moștenirea lor africană.
În aprilie 2017, Noah a început să dezvolte un talk-show pentru Jordan Klepper:The Opposition with Jordan Klepper, care a avut premiera în septembrie, și a rulat timp de un sezon. Noah a fost, de asemenea, produs executiv pentru Klepper, o serie documentară săptămânală, care a început în mai 2019. În martie 2018, Noah a semnat un contract pe mai mulți ani cu Viacom, oferindu-le drepturi de primă vedere asupra oricăror proiecte viitoare ale lui. Pe lângă înțelegere, Noah a lansat și o companie internațională de producție și distribuție numită Day Zero Productions.
În mai 2021, el a vorbit despre conflictul israeliano-palestinian spunând „Dacă ai fost într-o luptă în care cealaltă persoană nu te poate bate, cât de tare ar trebui să ripostezi când încearcă să te rănească?” Cuvintele sale au fost criticate de CEO-ul Comitetului Evreiesc American, David Harris.
În martie 2022, Noah a criticat accentul mai mare pus pe evenimentele din Ucraina decât pe cele din alte regiuni, cum ar fi Africa și Orientul Mijlociu, susținând părtinirea rasială și un „standard dublu” rasial atunci când vine vorba de știri. El a subliniat dorința țărilor est-europene, cum ar fi Polonia, de a accepta refugiați ucraineni și a remarcat cât de „interesant” este faptul că țările din Europa Centrală și de Est au fost „atât de dispuse și capabile să accepte un milion de oameni care vin în țările lor în câteva zile când, nu cu mult timp în urmă, nu păreau să aibă loc pentru un alt grup de refugiați”. În septembrie 2022, a luat în râs referendumurile false organizate în părțile ocupate de ruși din Ucraina.
Pe 29 septembrie 2022, Noah a cerut câteva minute suplimentare în timpul programului din acea noapte și a anunțat că va părăsi The Daily Show la o dată viitoare nedeterminată, după ce găzduise această emisiune timp de șapte ani. Ultima emisiune a lui Noah la The Daily Show a avut loc pe 8 decembrie 2022. După ce a revenit la stand-up comedy, a simțit dorința de a se vizita țări din întreaga lume unde să țină spectacole, de a învăța limbi noi.

### Cărți
Memoriile sale Born a Crime au fost publicate în noiembrie 2016 și au fost primite favorabil de cei mai importanți recenzori de carte din SUA. Cartea devenit un bestseller nr. 1 din New York Times și a fost desemnată una dintre cele mai bune cărți ale anului de către The New York Times, Newsday, Esquire, NPR și Booklist. În 2018 s-a anunțat că o adaptare cinematografică bazată pe carte o va juca pe Lupita Nyong'o în rolul mamei sale. În 2022 cartea sa autobiografică a fost tradusă și în limba română cu titlul Născut în afara legii.
În 2024 Trevor Noah a publicat prima lui carte ilustrată pentru copii, Into the Uncut Grass, o poveste despre un băiat și ursulețul lui pornesc într-o aventură în teritorii necunoscute. Ilustrațiile sunt realizate de Sabina Hahn.

### Alte lucrări
În 2017 a apărut în serialul TV Nashville. În 2018, a apărut în Black Panther și American Vandal.
Pe lângă găzduirea emisiunii The Daily Show, Noah a găzduit de patru ori premiile Grammy: în 2021, în 2022, 2023 și în 2024. În 2022 el a fost, de asemenea, gazda dineului corespondenților de la Casa Albă.
În noiembrie 2023, Trevor Noah a lansat un podcast pe Spotify intitulat What Now? with Trevor Noah.

## Viața personală
Noah vorbește engleza, sudul Sotho, Zulu, Xhosa, Tswana, Tsonga și limba africană de bază. Noah are ADHD. El locuiește în New York City.
În aprilie 2018, Noah a lansat Fundația Trevor Noah, o inițiativă de dezvoltare a tinerilor care funcționează pentru a oferi acces la educație de înaltă calitate.
În 2020, Noah a devenit cetățean american naturalizat.

## Filmografie

### Filme de cinema
| An   | Titlu                           | Rol                                                         | Note       |
| ---- | ------------------------------- | ----------------------------------------------------------- | ---------- |
| 2011 | You Laugh But It's True         | El însuși                                                   | Documentar |
| 2011 | Taka Takata                     | Pilo                                                        |            |
| 2012 | Mad Buddies                     | Bookie                                                      |            |
| 2018 | Black Panther                   | Griot (voice)                                               |            |
| 2021 | Coming 2 America                | Totatsi Bibinyana (prezentator pentru Zamunda News Network) |            |
| 2022 | Black Panther: Wakanda Forever  | Griot (voce)                                                |            |
| 2024 | This Is Me... Now: A Love Story | [[Balanță (zodie)\|Libra]                                   |            |